# 赵江平
赵江平（1964年11月—），女，法学学士，中华人民共和国外交官，现任中华人民共和国驻布隆迪共和国特命全权大使。

## 生平
毕业于中国外交学院。1987年进入中华人民共和国外交部工作，先后在驻马里大使馆、驻法国大使馆工作。2007年，任外交部非洲司副司长。2011年4月，出任中华人民共和国驻蒙特利尔总领事。2016年起，先后任驻毛里求斯大使馆、驻摩洛哥大使馆参赞。2021年4月，出任中华人民共和国驻布隆迪大使。

## 家庭
已婚，有一女。